# Vlag van Hajdú-Bihar

Vlag van Hajdú-Bihar
(ratio 1:2)

De vlag van Hajdú-Bihar werd op 31 december 1991 aangenomen als de vlag van de Hongaarse comitaat Hajdú-Bihar. De vlag bestaat uit een wit veld met daarop de volledige wapens van Hajdú en Bihar. Beide wapens, volledig voorzien van schildhouders, helmtekens en dekmantels, zijn naast elkaar op een voetstuk geplaatst. De vlag, met hoogte-lengte verhouding 1:2, is aan drie zijden voorzien van een wolftandenrand van blauw en geel, de hoofdkleuren uit beide wapens en tevens de kleuren van de hoofdstad.
Begin 17e eeuw werden de Hajdúken voornamelijk lijfeigenen door István Bocskai van Transsylvanië gerekruteerd voor de opstand tegen de Habsburgers. In 1605 ontvingen zij als beloning van de prins de vrijheid en het recht land te bezitten. Ook verleende hij hun een wapen, duidelijk beschreven in de “akte van schenking”. De oudst bekende afbeelding van het wapen stamt echter uit 1793. Het motief toont de samenwerking van István Bocskai en de Hajduk. De basilisk (slangdraak) met kruis komt uit het familiewapen van de prins terug te voeren tot de familie Báthory. De krijgsattributen staan voor de gevechtsmethode van de Hajduk. Zij refereren aan de slag bij Álmosd. Na de gevechtshandelingen (zwaard en pistool) staken de Hajduk het kamp van de vijand in brand (vuur) waarna zij bij dagenraad (zon) de overwinning konden vieren. Het helmteken vertoont een dansende Hajdú soldaat, die daarmee bezig is.
Bihar ontving zijn wapen in 1692 van keizer Leopold I ter gelegenheid van de bevrijding van Nagyvárad (nu Oradea in Roemenië). Het wapen is gebaseerd op het oude zegel uit 1550. In Nagyvárad zijn enige middeleeuwse Hongaarse koningen begraven. Het wapen vertoont de sneeuwbergen van Belényesi en de bekende wijnstreek Rézalja aan de voet van de bergen. De korenschoof staat voor de vruchtbare vlakte, terwijl de vissen verwijzen naar de commerciële visvangst.
De twee “sterke mannen”, die als schildhouders fungeren, komen van het wapen van Hajdú. Rechts staat de Bijbelse Samson (met leeuw), links de Griekse Hercules.